# Stigmacros debilis
Stigmacros debilis är en myrart som beskrevs av Bolton 1995. Stigmacros debilis ingår i släktet Stigmacros och familjen myror. Inga underarter finns listade i Catalogue of Life.